# شش‌گانه (فوتبال)
شش‌گانه اصطلاحی در فوتبال است و برای باشگاهی به‌کار برده می‌شود که قهرمان ۶ جام مرتبط به یک فصل کامل فوتبال شده باشد. کسب ۶ گانه به معنای قهرمانی در تمام جام‌ها در یک فصل است. به عبارت دیگر وقتی تیمی ۶ گانه را کسب می‌کند به معنای اینست که در تمامی رقابت‌هایی که حضور داشته جام قهرمانی را کسب کرده است. تاکنون دو باشگاه توانستند موفق به کسب ۶ جام در یک فصل شوند. بارسلونا با هدایت پپ گواردیولا و بایرن‌مونیخ با سرمربیگری هانسی فیلیکموفق به کسب شش‌گانه شدند.

## شرایط کسب شش‌گانه
کسب شش‌گانه برای همه باشگاه‌های جهان امکان‌پذیر نیست و فعلاً فقط برای تیم‌های اروپا و آمریکای جنوبی و آفریقا میسر است.
در کنفدراسیون‌هایی مثل آسیا و آمریکای شمالی که فقط یک جام برگزار می‌کنند چنین فرصتی برای باشگاه‌ها هر چقدر هم قدرتمند باشند پیش نخواهد آمد. از سویی در کشورهایی مثل انگلیس، فرانسه، اسکاتلند، پرتغال که چهار جام داخلی برگزار می‌شود امکان کسب هفت قهرمانی هم میسر است اما تا کنون چنین اتفاقی رخ نداده.
از فصل ۲۰۲۳–۲۴ تیم‌های اسیایی نیز ا اضافه شدن ۲ لیگ آسیایی دیگر توسط AFC می‌توانند شش‌گانه کسب کنند

## نام تیمهایی که شش‌گانه کسب کردند
تاکنون فقط دو تیم موفق به کسب ۶ گانه شده‌اند.
پپ گواردیولا و هانسی فلیک  تنها مربیان موفق به کسب شش‌گانه در تاریخ فوتبال هستند
| نام تیم     | سرمربی       | تعداد   | تاریخ   |
| بارسلونا    | پپ گواردیولا | یک دوره | ۱۰–۲۰۰۹ |
| بایرن مونیخ | هانسی فلیک   | یک دوره | ۲۰–۲۰۱۹ |